# Wrona jamajska
Wrona jamajska (Corvus jamaicensis) – gatunek średniej wielkości ptaka z rodziny krukowatych (Corvidae), endemit Jamajki. Bliski zagrożenia wyginięciem.

## Systematyka
Wrona jamajska jest blisko spokrewniona z dwoma innymi karaibskimi krukowatymi – wroną kubańską Corvus nasicus i wroną antylską Corvus leucognaphalus z Haiti. Nie wyróżnia się podgatunków.

## Morfologia
Stosunkowo nieduży ptak, jak na przedstawiciela rodzaju Corvus – mierzy 35–38 cm długości, waży 335–340 g. Samice są podobne do samców, ale nieznacznie mniejsze.
Upierzenie matowoczarne do ciemnobrązowawoszarego. Twarz, czoło i gardło zwykle są ciemniejsze. W przeciwieństwie do najbliższych krewnych, upierzenie się nie lśni, choć ma podobne ciemnoszare pola nagiej skóry tuż za oczami i mniejsze nagie pola u podstawy dzioba. Sam dziób jest łupkowoszary, gruby i całkiem długi, głęboko osadzony. Nosowe pióra szczeciniaste są rzadkie, tak, że nozdrza nie są nimi pokryte. Tęczówka jest też szarobrązowa lub czerwonawobrązowa, co prawdopodobnie zależy od wieku. Nogi i stopy są czarne.

## Ekologia i zachowanie
Jak sugeruje nazwa gatunkowa, ptaka można spotkać na Jamajce, gdzie zasiedla obszary leśne przemieszane otwartymi przestrzeniami. Wronę widuje się też na górskich pastwiskach, obszarach rolniczych czy w większych ogrodach. Pomimo że jest to głównie ptak wzniesień i lasów górskich, w trakcie pory suchej zwykle zlatuje na niżej położone tereny.
Podobnie jak inne leśne krukowate w środowisku naturalnym, w ich podstawowej diecie dominują w znacznej mierze owoce zbierane z drzew w parach lub w małych grupach. Zagląda pod korę i przeczesuje ściółkę leśną w poszukiwaniu małych bezkręgowców. Podobnie jak inne krukowate, wrona jamajska napada też na gniazda i porywa jaja oraz pisklęta.
Sezon lęgowy ma miejsce od kwietnia do czerwca. Gniazdo tej wrony jest zwykle wznoszone na wysokim drzewie, zbudowane z gałązek i innego materiału roślinnego, choć ptaki wykorzystują również dziuple w drzewach. Samica składa trzy blade jaja z ciemnym plamkowaniem. Zachowania godowe są nadal słabo poznane, choć przypuszcza się, że gniazduje samotnie.
Wydaje odgłosy, które podobnie jak u dwóch najbliższych krewnych są bardzo specyficzne i zawierają różne trajkoczące i bulgoczące dźwięki (stąd powszechnym określeniem tego ptaka w lokalnej gwarze jest Jabbering Crow – wrona trajkocząca). Potrafi też krakać, jak inni przedstawiciele tej rodziny, kraa-kraa, głos ten prawdopodobnie najczęściej używany jest jako zawołanie terytorialne w sezonie lęgowym.

## Status
IUCN od 2020 roku uznaje wronę jamajską za gatunek bliski zagrożenia (NT, Near Threatened) ze względu na nieduży zasięg i umiarkowanie małą populację; wcześniej, od 1988 roku klasyfikowano ją jako gatunek najmniejszej troski (LC, Least Concern). W 2015 roku wstępnie szacowano liczebność populacji na 2900 osobników, co odpowiada 1900 osobnikom dorosłym; w 1996 roku ptak ten opisywany był jako dość pospolity. Trend liczebności populacji oceniany jest jako wzrostowy. Do potencjalnych zagrożeń dla gatunku należą wylesianie, patogeny, drapieżnictwo gniazd i polowania, jednak żadne z nich nie wydaje się mieć znaczącego wpływu na wielkość populacji.